# Gare de Suita (JR West)
La gare de Suita (吹田駅, Suita-eki) est une gare ferroviaire localisée dans la ville de Suita, préfecture d'Osaka. La gare est exploitée par la JR West.
Une seconde gare de Suita, du même nom (吹田駅, Suita-eki),  est exploitée par la compagnie Hankyû sur la ligne Hankyu Senri.

## Trains
La gare est desservie par les trains locaux. 
Les trains Special Rapid Service et Rapid Service ne s'arrêtent pas à la gare de Suita.

## Disposition des quais
La gare de Suita dispose de deux quais centraux.
| 1 | ■Ligne JR Kyoto | Passage des trains                |
| 2 | ■Ligne JR Kyoto | pour Shin-Osaka, Osaka, Sannomiya |
| 3 | ■Ligne JR Kyoto | pour Takatsuki et Kyoto           |
| 4 | ■Ligne JR Kyoto | Passage des trains                |

## Gares/Stations adjacentes
| Direction Osaka                           |  | JR West Ligne JR Kyōto                    |  | Direction Kyoto  |
| Pas de service                            |  | Special Rapid Service 新快速 Shin-Kaisoku |  | Pas de service   |
| Pas de service                            |  | Rapid Service 快速 Kaisoku                |  | Pas de service   |
| Higashi-Yodogawa                          |  | Local 普通 Futsū                          |  | Kishibe          |
| Pistes de fret Tōkaidō (Pas de passagers) |  |                                           |  |                  |
| Shin-Osaka                                |  | Ligne de fret Umeda                       |  | Suita Signal Box |
| Dépôt de Miyahara                         |  | Ligne de fret Hoppo                       |  | Suita Signal Box |
| Banche de fret de la ligne Katamachi      |  |                                           |  |                  |
| Shigino                                   |  | Ligne de fret Joto                        |  | Terminus         |

## Dans les environs
- Brasserie et musée Asahi